# Парламент Чада
Национальная ассамблея (фр. Assemblée Nationale) — законодательный орган (парламент) Чада. Современный парламент является однопалатным и действует на основании конституции от 1996 года и позднейших поправок к основному закону.

## История
В 1989 году в стране была введена новая конституция, которая признавала необходимость созыва парламента. После событий 1990 года (когда власть в Чаде захватили повстанцы во главе с Идрисом Деби), действие основного закона было приостановлено. Новое руководство страны подготовило проект очередной конституции, принятый избирателями в 1996 году.
Конституция 1996 года предусматривала создание двухпалатного парламента. В 2004 году верхняя палата (Сенат) была упразднена как «ненужная». В том же году парламент принял поправки к основному закону, разрешившие переизбирать президента без ограничений по срокам.

## Полномочия парламента
Согласно действующему основному закону, Чад является государством с президентской формой правления. Президент назначает членов правительства (в ходе переговоров с председателем парламента и премьер-министром); он же является «гарантом независимости судебной власти». В то же время, законодательная власть принадлежит Национальному собранию.
Поправки к конституции, по которым не требуется проведения референдума, принимаются парламентом и утверждаются президентом.
Как отмечают некоторые исследователи, Ассамблея, несмотря на своё право утверждать бюджет, фактически лишена возможности контролировать его использование. Аналогичным образом, правительство неподотчётно парламенту, и последний не имеет возможности проводить вотум доверия. В свою очередь, президент не обязан информировать депутатов по поводу того или иного своего решения в сфере обороны или внешней политики.

### Избирательное право. Срок полномочий парламента
В соответствии с основным законом, в стране принято всеобщее избирательное право. Право голосования предоставляется гражданам, достигшим 18 лет.
Депутаты избираются в ходе всеобщего прямого и тайного голосования, сроком на пять лет (по другим данным — на четыре года). Глава государства своим указом может продлить полномочия Национальной ассамблеи.